# Arkeologisk kultur
En arkeologisk kultur, eller materiell kultur, definieras vanligen av en samling artefakter som ofta påträffas tillsammans på arkeologiska lokaler. Det arkeologiska kulturbegreppet är sålunda beroende av, och utgörs av, begreppet materiell kultur som avser den materiella komponenten i en kultur (som i övrigt kan bestå av religiösa, estetiska eller andra element).
På senare år har det, främst inom den postprocessuella arkeologin, gjorts försök att röra sig bort från ett kulturbegrepp helt beroende på föremål och i stället närma sig människorna bakom föremålen. Detta har dock visat sig vara svårt då lämningarna, från framförallt mycket avlägsna perioder, i många fall har visat sig vara alltför knapphändiga för att nå mera övergripande slutsatser om framförallt sociala och ideologiska företeelser.

## Arkeologiska kulturer i Norra Europa

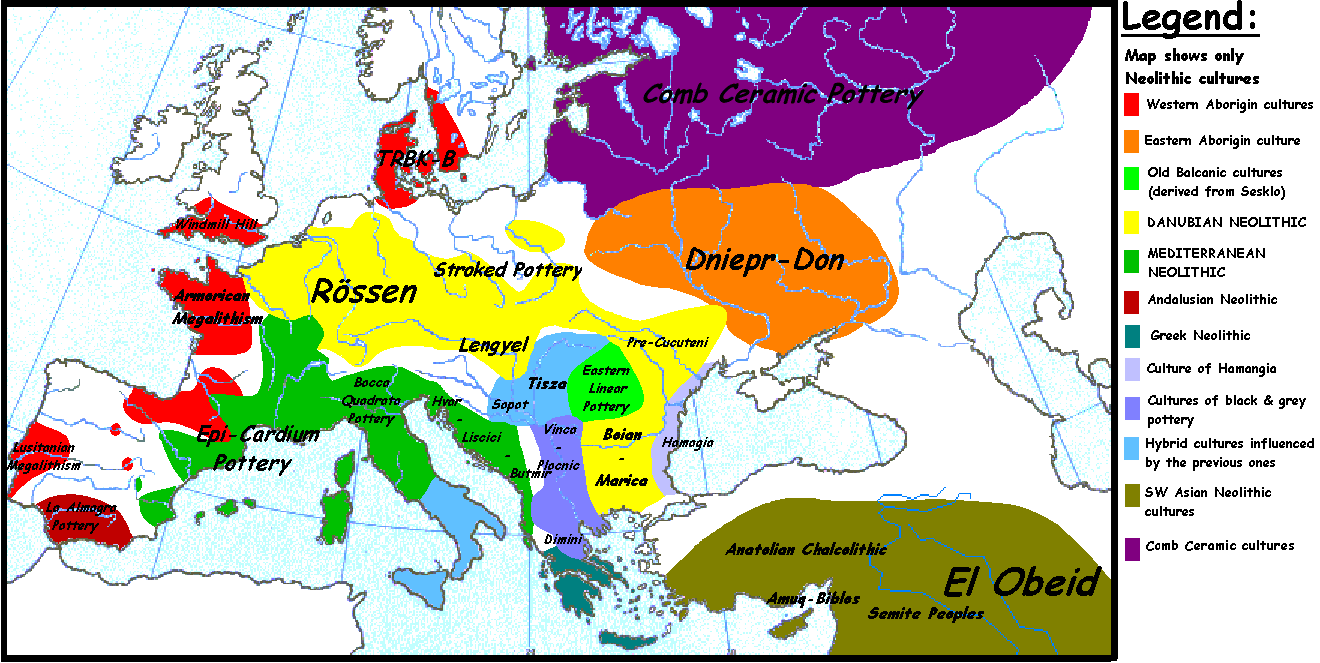
Karta över Europas neolitikum vid tiden för Donauexpansionen, ca 3 500 f.Kr.

| Kultur                                 | Från    | Till (+/- för e.Kr./f.Kr.) | Utbredning                                                             |
| -------------------------------------- | ------- | -------------------------- | ---------------------------------------------------------------------- |
| Hamburgkulturen                        | −15 000 | −12 000                    | Norra Tyskland och södra Danmark                                       |
| Brommekulturen                         | −12 000 | −9 000                     | Danmark                                                                |
| Federmesserkulturen                    | −12 000 | −11 400                    | Norra Europa                                                           |
| Ahrensburgkulturen                     | −11 000 | −8 000                     | Tyskland, Nederländerna, Belgien                                       |
| Swiderienkulturen                      | −10 000 | −4 500                     | Polen                                                                  |
| Hensbackakulturen                      | −10 000 | −8 000                     | Mellersta och södra Norge                                              |
| Maglemosekulturen                      | −9 500  | −6 000                     | Danmark, Skåne, Tyskland, Polen                                        |
| Fosnakulturen                          | −8 000  | −5 000                     | Södra Norge                                                            |
| Lyngbykulturen                         |         |                            | Danmark Numera avskriven kultur                                        |
| Sandarnakulturen                       | −8 000  | −6 000                     | Västra Sverige                                                         |
| Kundakulturen                          | −8 000  | −6 000                     | Estland, Lettland och norra Litauen.                                   |
| Maglemosekulturen                      | −7 500  | −6 000                     | Danmark, Skåne                                                         |
| Komsakulturen                          | −7 000  | −3 500                     | Nordnorge. Numera avskriven kultur                                     |
| Askolakulturen                         | −7 300  | −6 500                     | Finland. Numera avskriven kultur.                                      |
| Nemankulturen                          | −7 000  | −4 000                     | Norra Polen, södra Litauen, östra Vitryssland, och Kaliningrad Oblast. |
| Nöstvetkulturen                        | −6 500  | −3 000                     | Södra Norge                                                            |
| Lihultkulturen                         | −6 000  | −4 200                     | Västsverige                                                            |
| Suomusjärvikulturen                    | −6 500  | −4 200                     | Södra Finland                                                          |
| Kongemosekulturen                      | −6 000  | −5 200                     | Danmark, Skåne                                                         |
| Erteböllekulturen                      | −5 200  | −4 000                     | Danmark, Skåne                                                         |
| Bandkeramiska kulturen                 | −5 000  | −4 000                     | Centraleuropa                                                          |
| Trattbägarkulturen                     | −4 500  | −2 600                     | Mellan Nederländerna och Polen, södra och mellersta Sverige och Norge  |
| Kamkeramiska kulturen                  | −4 200  | −2 000                     | Nordösteuropa                                                          |
| Gropkeramisk kultur                    | −3 200  | −2 300                     | Östra och södra Sverige, Danmark                                       |
| Klockbägarkulturen                     | −3 200  | −2 600                     | Västeuropa                                                             |
| Skifferkulturerna                      | −3 000  | −1                         | Norra Skandinavien                                                     |
| Snörkeramisk kultur                    | −3 000  | −1                         | Centraleuropa, Norra Europa och Ryssland                               |
| Nordisk stridsyxekultur (båtyxekultur) | −3 000  | −1 800                     | Södra Sverige och Norge                                                |
| Kiukaiskulturen                        | −2 000  | −1 500                     | Sydvästra Finland                                                      |
| Jastorfkulturen                        | −500    | −1                         | norra Tyskland och södra Danmark                                       |